# Fernand Lataste
Fernand Lataste, född 1847, död 1934 var en fransk zoolog och herpetolog, född i Cadillac, Gironde i sydvästra Frankrike. 
Mellan 1880 och 1884 samlade han kräldjur och groddjur i Nordafrika. Han publicerade "Les missions scientifiques de Fernand Lataste en Afrique noire et au Maghreb". 1885 gav han ut "Étude de la faune des vertébrés de Barbarie", som blev ett standardverk för nordafrikanska ryggradsdjur.

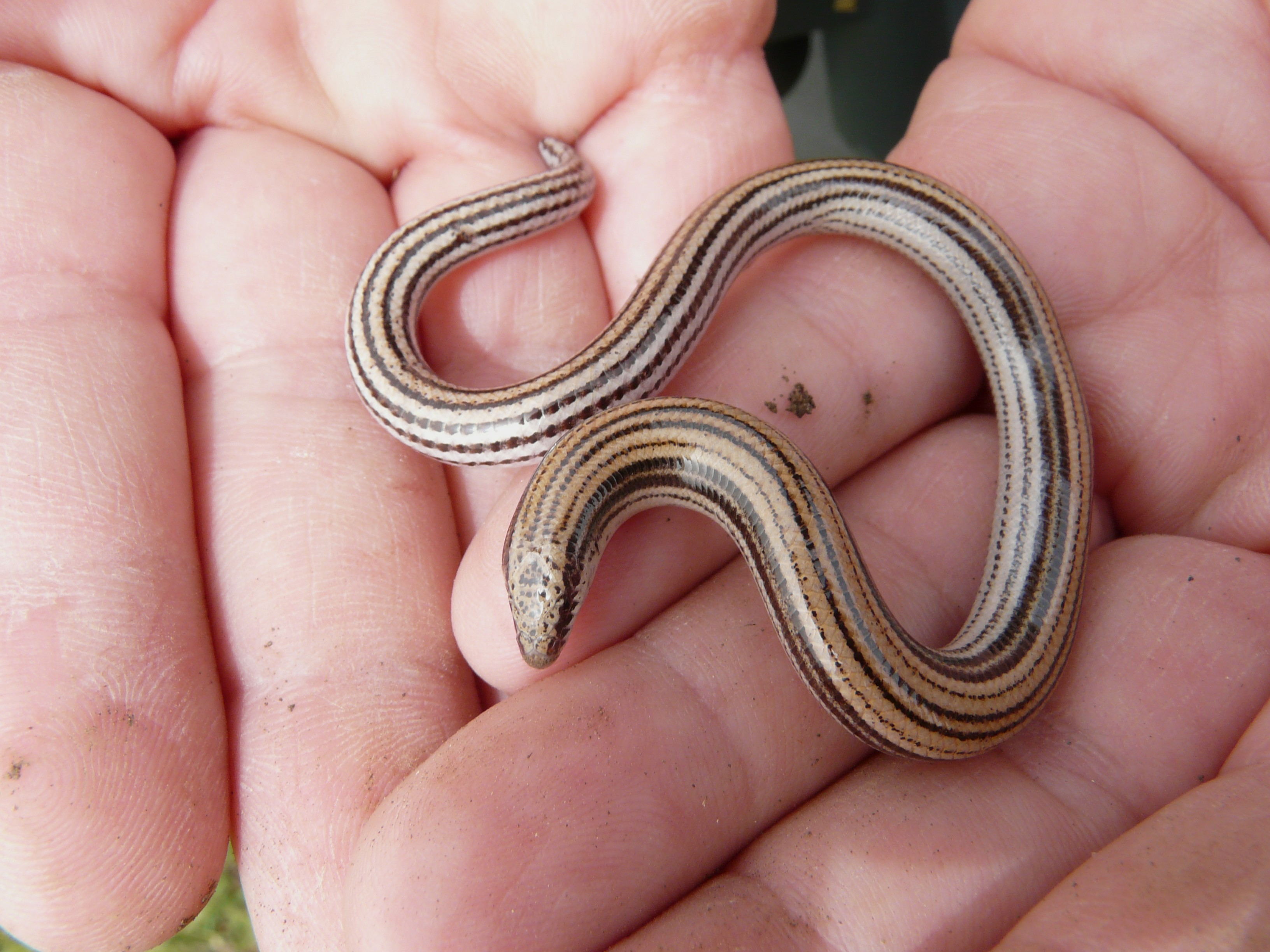
Bild på Ophiomorus latastii, en av de arter som fått namn av Lataste

## Taxonomi
Lataste var auktor för ett stort antal släkten och arter, framför allt bland ormar, ödlor och groddjur.